# Cerkiew św. Paraskewy (Radruż)

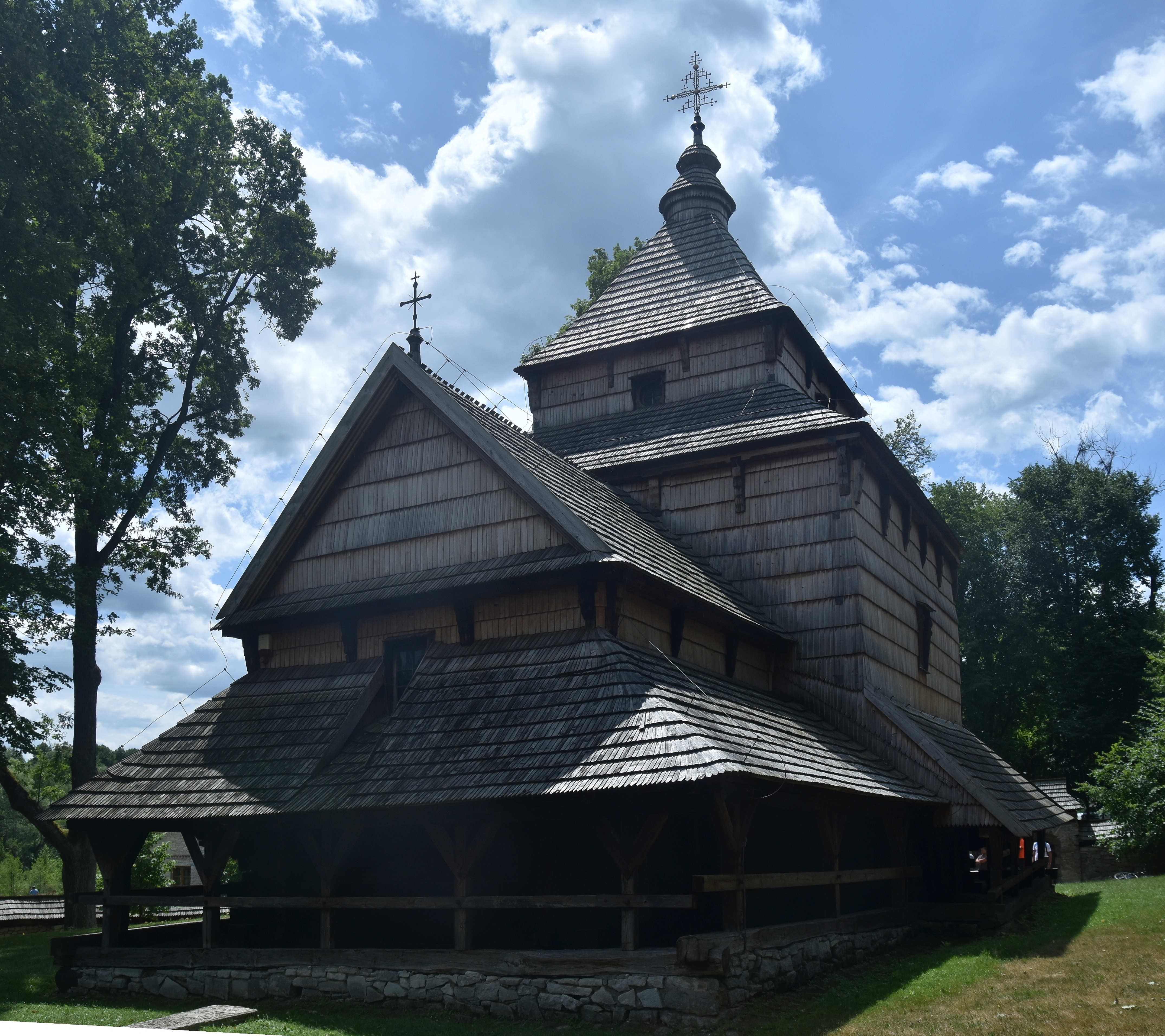
Ansicht nach der Renovierung (2019)

Die Cerkiew św. Paraskewy (St.-Paraskewi-Kirche, ukrainisch Церква святої Параскеви) ist eine Holzkirche in Radruż in der Woiwodschaft Karpatenvorland in Polen. Die Kirche gehört zum grenzübergreifenden UNESCO-Welterbe „Holzkirchen der Karpatenregion“ und ist der Märtyrerin Paraskewi von Iconium geweiht. Sie war ein griechisch-katholisches Gotteshaus und wird heute museal genutzt.
Als einzige von 14 Holzkirchen mit Welterbestatus in Polen wurde die Gesamtanlage 2017 zum Pomnik historii (Geschichtsdenkmal) erklärt.

## Lage und Umfang

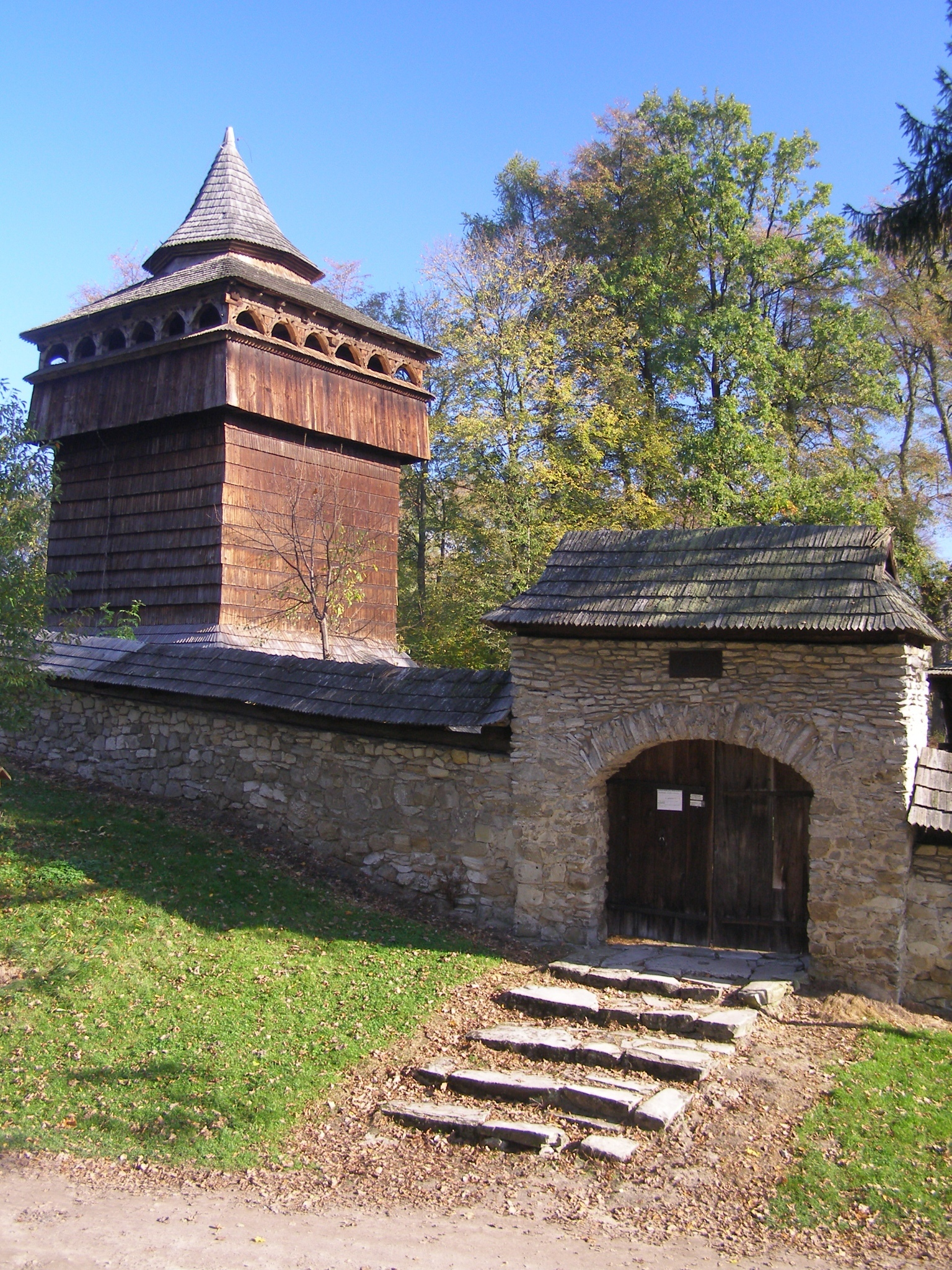
Glockenturm und Mauer

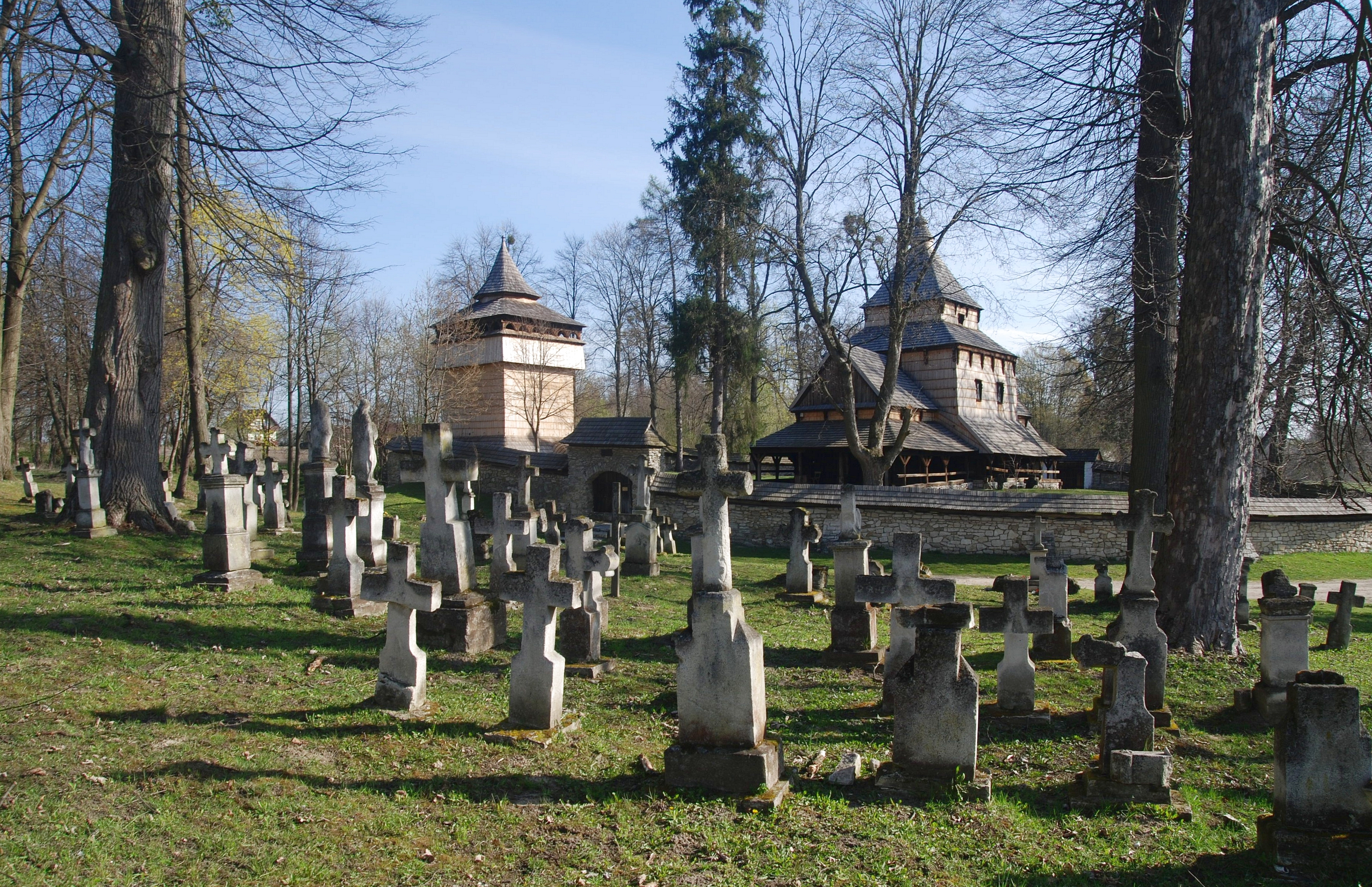
Friedhof (2015)

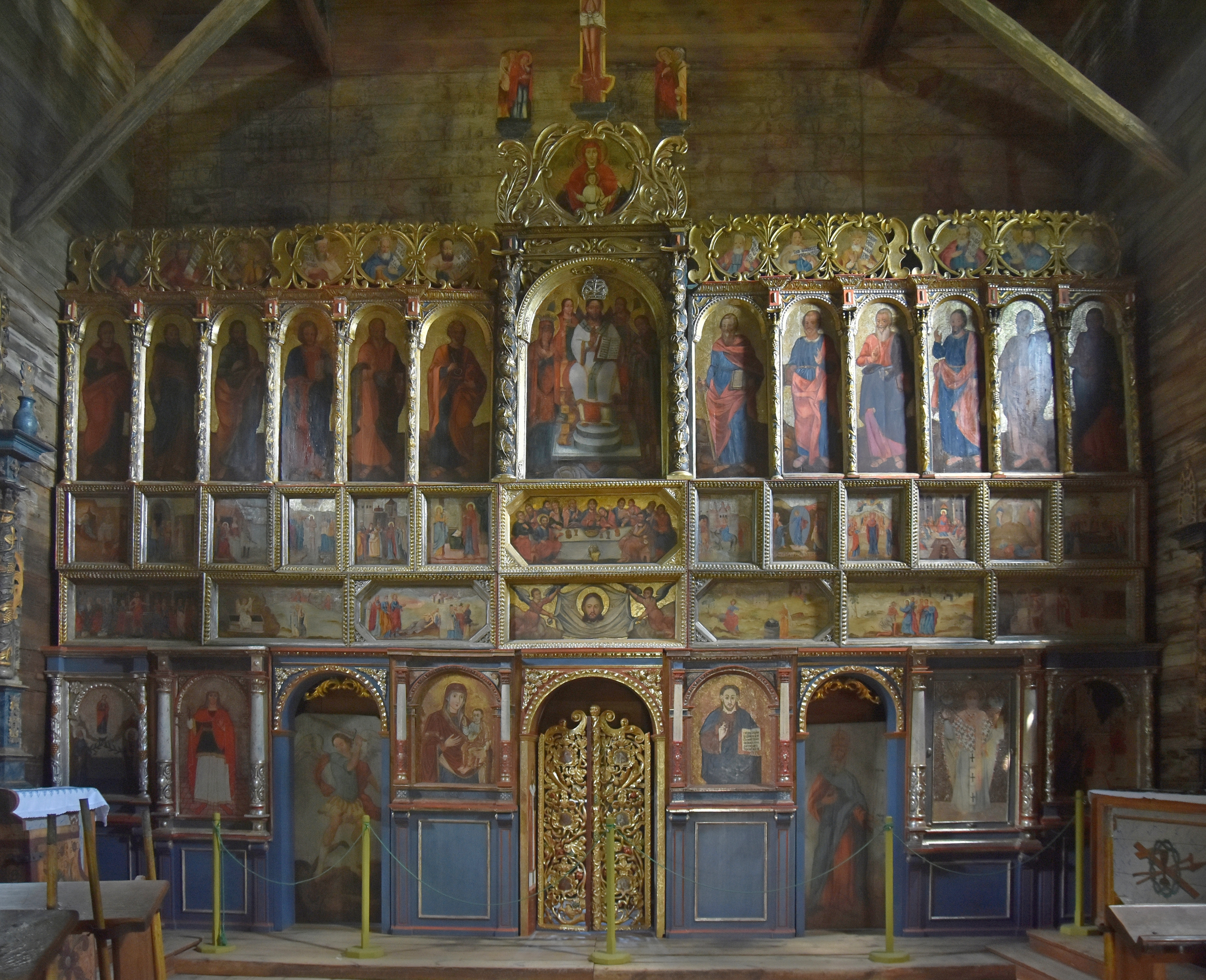
Ikonostase

Die Kirche liegt auf einer Anhöhe oberhalb eines Baches. Die Grenze zur Ukraine ist etwa 500 Meter entfernt. Die Anlage umfasst die Kirche, den hölzernen Glockenturm, das steinerne Haus des Kantors, das Haus „Proświta“ und die umgebende Steinmauer mit einer Holzbedachung. Daneben liegt ein alter ruthenischer Friedhof.

## Geschichte
Die Kirche wurde gegen Ende des 16. Jahrhunderts errichtet. Die Gesamtanlage diente auch Verteidigungszwecken und als Zuflucht bei tatarischen Angriffen im 17. Jahrhundert. Es gibt noch sichtbare Spuren, die von Säbeln und Äxten verursacht wurden. Durch die Grenzziehung nach dem Zweiten Weltkrieg und Zwangsumsiedlung der Ukrainer (Aktion Weichsel) in Polen verlor das Gotteshaus seine Gemeinde und ging in die Obhut des polnischen Staates über. Die Ausstattung kam in ein Museum. Das Gebäude, der Turm und der Friedhof wurden 1960 in die nationale Denkmalliste der Woiwodschaft eingetragen. Anfang der 1960er Jahre wurde eine Restaurierung durchgeführt. Im Juni 2010 wurde der Denkmalschutz erneuert und auf die anderen Gebäude der Anlage erweitert. Seit diesem Jahr ist die Kirche eine Zweigstelle des Kresów-Museums in Lubaczów.
Der World Monuments Fund setzte die Kirche 2012 auf seine Liste der gefährdeten Kulturdenkmäler. Danach wurden Kirche und Turm mit neuen Kiefernschindeln eingedeckt. Die Ausstattung und die Ikonostase kam aus dem Museum zurück. Das Bauwerk erhielt eine Feuerlösch- und Blitzschutzanlage. Die Finanzierung dieser Aktivitäten übernahmen das Ministerium für Kultur und nationales Erbe, die Woiwodschaft und deren Denkmalamt. Es bestehen Pläne ein nahe gelegenes Gebäude für die Nutzung als Museum zu renovieren.
Die Anlage wurde 2010 mit sieben weiteren Holzkirchen der Ostkirchen im Karpatenvorland und in Kleinpolen in die Tentativliste des Weltkulturerbes aufgenommen. Die Einschreibung erfolgte am 21. Juni 2013 gemeinsam mit acht weiteren Objekten aus der Ukraine.
Mit Wirkung zum 7. Dezember 2017 erklärte Präsident Andrzej Duda den gesamten Baukomplex zum Pomnik historii.

## Ausstattung
Die Kirche gehört zum galizischen Typus der Holzkirchen. Sie besteht aus gehauenen Baumstämmen, die horizontal verlegt sind. Das gesamte Bauwerk und die steilen Dächer sind mit Holzschindeln verkleidet oder bedeckt. Die Kuppel ist viereckig angelegt.